# Néstor Astarita
Néstor Astarita (* 21. September 1938 in Barracas (Buenos Aires); † 14. Mai 2024 in Buenos Aires) war ein argentinischer Jazzmusiker (Schlagzeug).

## Leben und Wirken
Als Kind trommelte Astarita mit den Stricknadeln seiner Mutter, bevor er bei Alberto Alcalá und Antonio Yepes Trommelunterricht erhielt. In den späten 1950er Jahren war er Mitglied von The Georgians Jazz Band (Hot en la Carpa). Während der 1960er Jahre gehörte er zum Trio von Ruben López Furst, mit dem Alben wie Jazz Argentina entstanden. Weiterhin spielte er mit Gato Barbieri, Horacio „Chivo“ Borraro, Albertino und Franco Corvini, Osvaldo „Pichi“ Mazzei, León „Pocho“ Jacobson sowie Enrique Villegas. Mit dem Trompeter Gustavo Bergalli, dem Saxophonisten Bernardo Baraj und dem Bassisten Adalberto Cevasco gründete er die Free-Jazz-Gruppe Cuarteto Buenos Aires. 1970 gehörte er zum Alfredo Remus Trio, dann zur Combo von Enrico Rava, mit der er in Italien weilte. Er begleitete zudem Oscar Alemán, Litto Nebbia, Massimo Urbani und Dino Saluzzi. 1982 war er eine treibende Kraft beim Album Buenos Aires Jazz Fusion. Weiterhin nahm er an Jam-Sessions mit Lionel Hampton, Duke Ellington, Ella Fitzgerald, Dizzy Gillespie, Stan Getz und Hermeto Pascoal teil.
2010 spielte er mit Gato Barbieri, Carlos Franzetti und David Finck das Album New York Meeting ein. Anlässlich seines 80. Geburtstags wurde das Album Jazztariaenbaterita unter seinem Namen veröffentlicht, das ihn in unterschiedlichen Formationen vorstellte.